# Juanita Moore
Juanita Moore (Greenwood, 19 ottobre 1914 – Los Angeles, 1º gennaio 2014) è stata un'attrice statunitense.

## Biografia
È conosciuta per l'interpretazione della buona governante Annie Johnson nel film del 1959 Lo specchio della vita, diretto da Douglas Sirk, che le fece ottenere la candidatura al premio Oscar alla miglior attrice non protagonista nel 1960. 
Juanita Moore è morta a Los Angeles il 1º gennaio 2014, all'età di 99 anni, in seguito a un collasso a causa dell'età avanzata.

## Filmografia parziale

### Cinema
- Due cuori in cielo (Cabin in the Sky), regia di Vincente Minnelli (1943)
- Pinky, la negra bianca (Pinky), regia di Elia Kazan (1949)
- Trinidad (Affair in Trinidad), regia di Vincent Sherman (1952)
- I contrabbandieri del Kenia (The Royal African Rifles), regia di Lesley Selander (1953)
- Ti ho visto uccidere (Witness to Murder), regia di Roy Rowland (1954)
- Giocatore d'azzardo (The Gambler from Natchez), regia di Henry Levin (1954)
- La rivolta delle recluse (Women's Prison), regia di Lewis Seiler (1955)
- Il ricatto più vile (Ransom!), regia di Alex Segal (1956)
- Gangster cerca moglie (The Girl Can't Help It), regia di Frank Tashlin (1956)
- La ribelle (The Green-Eyed Blonde), regia di Bernard Girard (1957)
- Lo specchio della vita (Imitation of Life), regia di Douglas Sirk (1959)
- Dimmi la verità (Tammy Tell Me True), regia di Harry Keller (1961)
- Anime sporche (Walk on the Wild Side), regia di Edward Dmytryk (1962)
- Quella strana condizione di papà (Papa's Delicate Condition), regia di George Marshall (1963)
- Gli esclusi (A Child Is Waiting), regia di John Cassavetes (1963)
- Dominique (The Singing Nun), regia di Henry Koster (1966)
- Tradimento (Up Tight!), regia di Jules Dassin (1968)
- Il magliaro a cavallo (Skin Game), regia di Paul Bogart (1971)
- Mack - Il marciapiede della violenza (The Mack), regia di Michael Campus (1973)
- Abby, regia di William Girdler (1974)
- Congiunzione di due lune (Two Moon Junction), regia di Zalman King (1988)
- Faccia a faccia (The Kid), regia di Jon Turteltaub (2000)

### Televisione
- L'uomo ombra (The Thin Man) – serie TV, episodio 1x37 (1958)
- June Allyson Show (The DuPont Show with June Allyson) – serie TV, episodio 2x03 (1960)
- Going My Way – serie TV, episodio 1x25 (1963)
- Indirizzo permanente (77 Sunset Strip) – serie TV, episodio 6x06 (1963)
- Ben Casey – serie TV, episodio 4x01 (1964)
- Mr. Novak – serie TV, episodio 2x08 (1964)
- Ellery Queen – serie TV, episodio 1x13 (1976)
- E.R. - Medici in prima linea (ER) – serie TV, 1 episodio (2000)
- Giudice Amy (Judging Amy) – serie TV, 1 episodio (2001)

## Riconoscimenti
- Premio Oscar
  - 1960 – Candidatura alla miglior attrice non protagonista per Lo specchio della vita

## Doppiatrici italiane
- Lydia Simoneschi in Lo specchio della vita, Dominique
- Maria Saccenti in Trinidad
- Dhia Cristiani in Anime sporche
- Wanda Tettoni in Gli esclusi
- Miranda Bonansea in Rosie